# 奇跡の一本松
奇跡の一本松（きせきのいっぽんまつ）は、岩手県陸前高田市気仙町の高田松原跡地に立つ松の木のモニュメントである。東日本大震災の震災遺構のひとつ。
太平洋につながる広田湾に面した高田松原（以下「松原」と略記）は、350年にわたって植林されてきた約7万本の松の木が茂り、陸中海岸国立公園（現三陸復興国立公園）や日本百景にも指定されていた景勝地であったが、2011年（平成23年）3月11日に発生した東北地方太平洋沖地震による津波の直撃を受け、ほとんどの松の木がなぎ倒されて壊滅した。しかし、松原の西端近くに立っていた一本の木が津波に耐えて、立ったままの状態で残ったことから、東日本大震災（以下「震災」と略記）が陸前高田市のみならず広く東日本の太平洋沿岸地域一帯に甚大な被害をもたらした中にあって、この木は震災からの復興への希望を象徴するものとして捉えられるようになり、「奇跡の一本松」や「希望の松」などと呼ばれるようになった。
震災後、この木を保護する活動が続けられたものの、根が腐り枯死と判断された。その後、震災からの復興を象徴するモニュメントとして残すことになり、幹を防腐処理し心棒を入れて補強したり枝葉を複製したものに付け替えたりするなどの保存作業を経て、元の場所に再び立てられている。この作業には多額の費用が投じられたこともあって、保存の是非を巡っては賛否両論が巻き起こった。
以下、本項目ではこの木を「一本松」と略記する。

## 一本松の概要
一本松はアイグロマツ（アカマツとクロマツの交雑種）で、高さは約27.7メートル、胸高直径は87センチメートルである。1985年の調査によれば、松原の松のうち老齢の木がもっとも多い区画（樹齢200年程度）における樹高が約25メートル、平均胸高直径が約70 - 80センチメートルであり、これらに比べても一本松はとりわけ大ぶりな個体である。
一本松の付近では江戸時代中期に松が植栽されていたこと、またその中でも一本松は特に背が高かったことから、地元では樹齢270年前後であると言われていたが、木材組織学を専門とする京都大学名誉教授の伊東隆夫が鑑定したところ、1839年（天保10年）に芽吹き、2012年5月に枯死していたことが分かり、樹齢は173年と判明した。地元での説と実際の鑑定結果との間に大きな差が出た理由について、伊東は「年輪を見ると成長が著しかった時期がある。大木であるため、樹齢200年以上だと思われていたのも無理はない」と話している。
一本松が立っているのは、松原の西に位置する陸前高田ユースホステルの敷地内であるため、日本ユースホステル協会が所有者であったが、2017年11月6日からは陸前高田市が所有者となっている。これは、国・岩手県・陸前高田市が周辺一帯を高田松原津波復興祈念公園として整備することに伴い、一本松の管理を行政側で行うために、所有権移管の協定を日本ユースホステル協会と陸前高田市の間で結んだことによるものである。

## 東日本大震災による被災

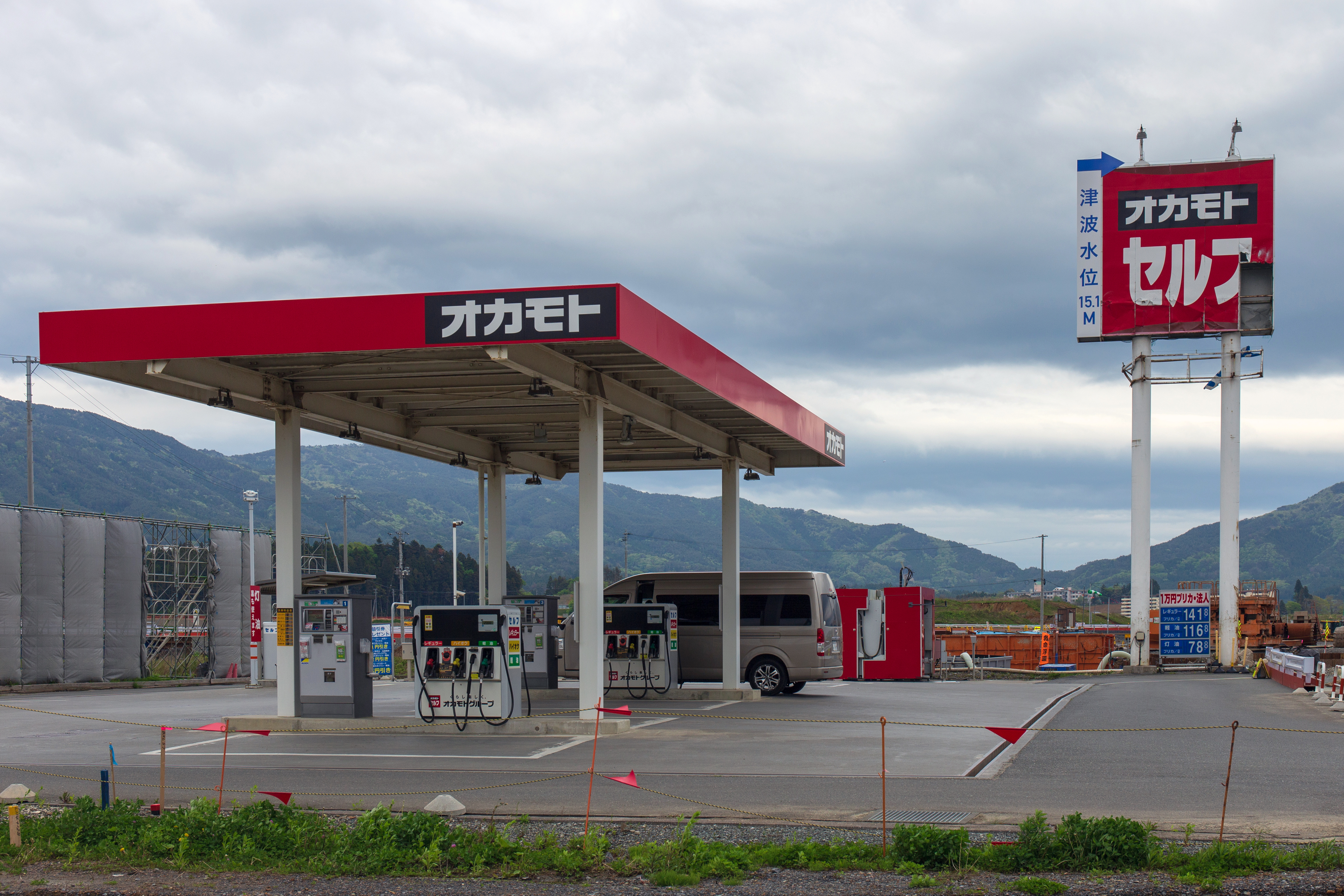
一本松近くの道の駅高田松原前にあったガソリンスタンド（現在は移転）。津波の水位は看板の高さを超える15.1メートルにまで達した。

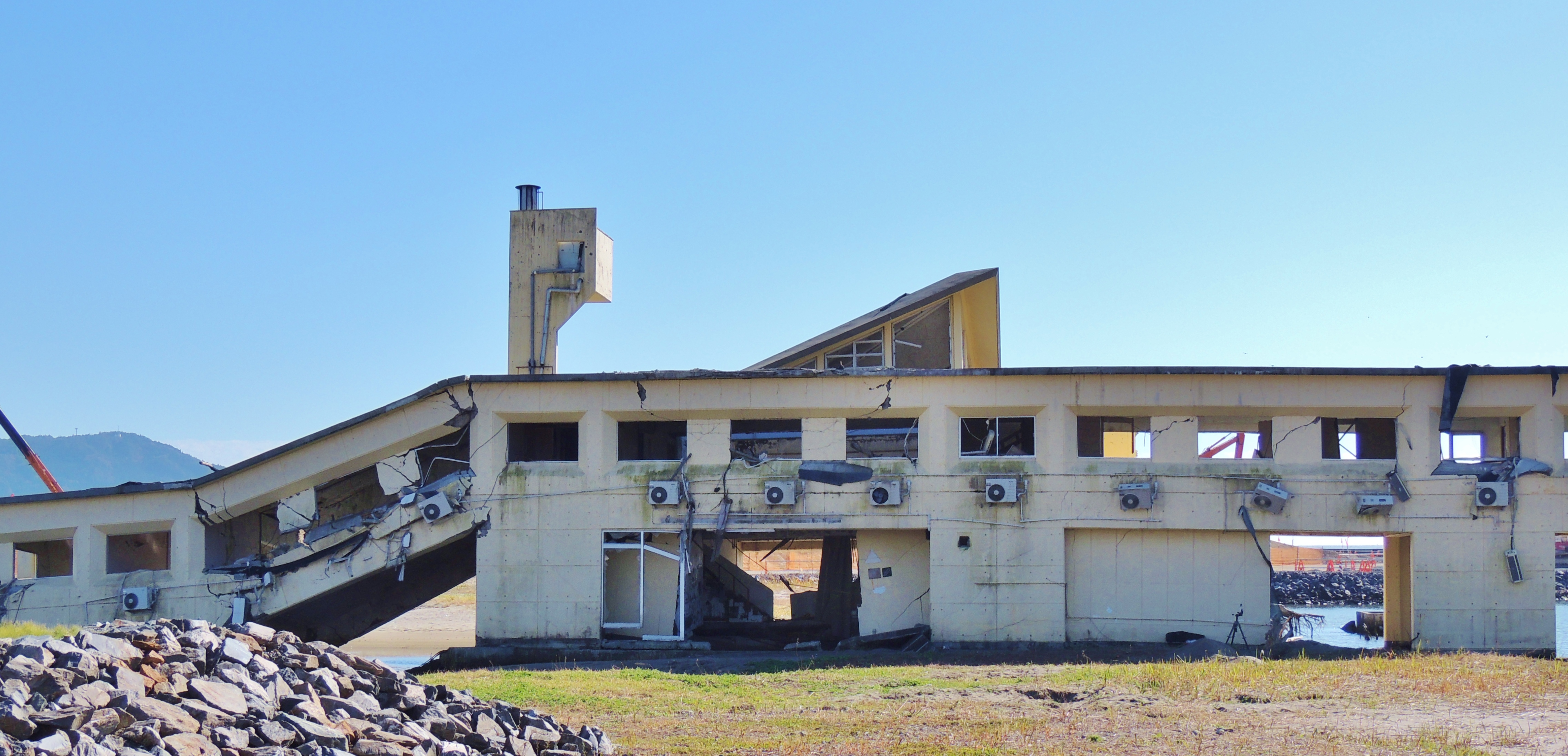
津波で全壊した陸前高田ユースホステルの建物

2011年3月11日の14時46分に発生した東北地方太平洋沖地震は大規模な津波を引き起こし、東日本の太平洋沿岸部を襲った。津波の第1波は松原付近に15時23分 - 24分頃に到達し、最大17メートルの高さをもって松原の木をほぼ全てなぎ倒した。一本松から40メートルほどの場所にあった陸前高田ユースホステルも全壊した。しかし、一本松は10メートル程度の高さまで波をかぶったものの、倒れずに津波に耐え、枝も幹も無事な状態で残った。
津波は松原のみならず、陸前高田の市域に壊滅的な被害をもたらしたが、松原が津波に飲み込まれるのを目撃していた市職員のひとりは、その中で一本松が生き残ったことを「奇跡」だと表現した。災害救援活動を行う陸上自衛隊が陸前高田市に到着し、市内の復興作戦にどんな名前を付けるかを市長の戸羽太に尋ねたところ、戸羽は「高田松原の希望」と答えた。やがて一本松は、被災した住民たちの間で「奇跡の一本松」あるいは「希望の松」と呼ばれるようになっていった。
松原の7万本の木の中で一本松だけがほぼ唯一生き残った理由は、一本松と海との間にユースホステルが建っていたため、建物が防波堤となって津波の直撃を防いだ形となったこと、押し寄せた津波が引いていく際、一本松から見て陸側にある高架道路（国道45号陸前高田バイパス）が堤防の役目を果たし引き潮の衝撃を弱めたこと、一本松自体が他の松に比べて背が高く、さらに過去の津波でもぎ取られていて波の高さに枝がなかったため、流されてきた瓦礫が引っかかることなくすり抜けていったこと、加えて幹も他の松より太かったことなどが作用したためと推測されている。なお、震災前から松原を見守ってきた地元市民団体「高田松原を守る会」によれば、松原では津波で倒れずに生き延びた木が一本松以外にも存在し、さらに倒れた松の中にも震災後しばらく生きていたものが数本あったため、厳密に言えば一本松だけがたった1本生き残ったというわけではない。
震災を生き延びた一本松だったが、その後の生育は当初から厳しい状況にあった。震災の当日は10時間以上も水没していた上、津波により海水や油、化学物質が根元の土壌に染み込んでおり、幹にも漂流物による傷が付いていた。また地震のため周囲の地盤が80センチメートル程度沈下し、根が海水に浸るようになった。
この状況に対し、日本造園建設業協会（日造協）の岩手県支部を中心に造園業者など57名が集まり、プロジェクトチームを組織して一本松の保護に当たることになった。プロジェクトチームは、一本松の状態を調べて適切な処置方法を提案する「調査チーム」、実際の保護活動を行う「作業チーム」、後継樹の育成にあたる「後継樹育成チーム」の3チームが結成された。日造協岩手支部は、4月15日に一本松保護対策作業の許可申請をし、4月18日付けで陸前高田市長から許可された。
2011年5月の時点で、一本松付近の土壌の塩分濃度は松が生存できる基準の3倍であった。5月中旬より葉の変色が始まり、同年6月にはほとんどの葉が赤茶色になって、枯死の可能性が高まっていた。これを防ぐため、6月10日に地元の造園業者ら有志が一本松の周囲に鉄板を深さ5メートルまで打ち込む工事を行った。鉄板で根を囲って海水の流入を防いだうえで、真水を注入しつつポンプにより塩水を吸い上げて土壌の塩分濃度を下げる試みであった。また、傷付いた幹は抗生物質入りのペーストを塗布の上、藁と緑色のプラスチックで保護された。
これらの努力の結果、7月には新芽が伸び、緑葉の伸長と球果（松かさ）の形成も見られたが、完全な回復までには至らなかった。周囲の松の流失により孤立木となっていたため、夏期には高温や乾燥に晒され、ゾウムシ類による食害も健康悪化にさらに追い打ちをかけた。10月にはあらゆる根が腐った状態であることが確認され、ポンプの使用も終了した。一本松の保護に関わってきた日本緑化センターは一本松の蘇生は絶望的と判断し、12月13日、維持に向けた活動を終了すると発表。「高田松原を守る会」も保護を断念した。
枯死の原因については、枝葉の成分を分析したところ、塩分による影響は少ないと推測されたため、塩分によってではなく長時間水没していたことで根が腐ったことが原因とする見解もある。

## 保存プロジェクト

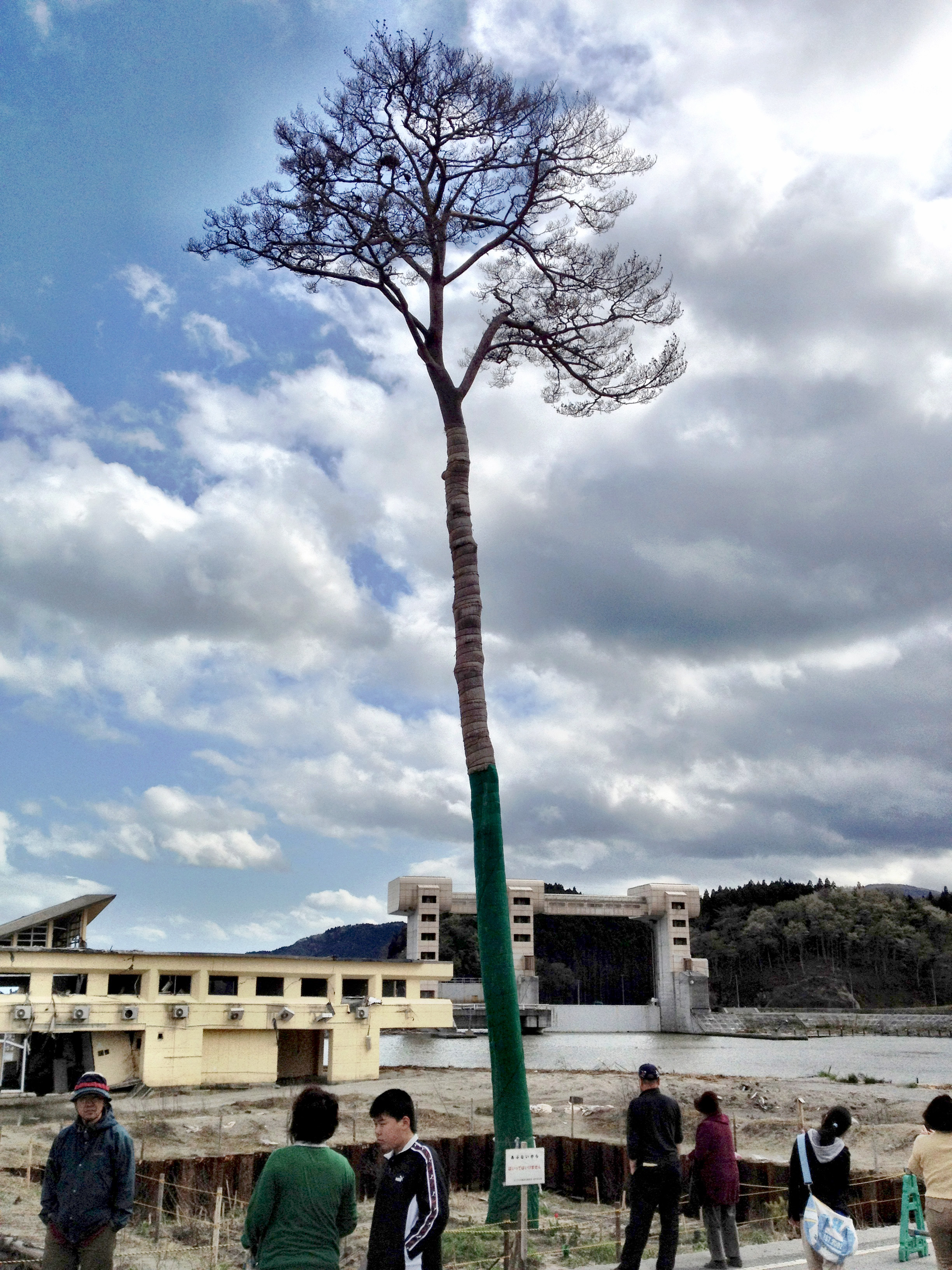
枯死後の一本松（2012年5月）

一本松を生きた状態で保存することが断念された後も、一本松はそのままの状態で現地に立ち続け、見学に訪れる人も絶えることはなかった。一方で、枯死状態にある一本松は倒壊の恐れがあり、台風や雷の被害を受けることが懸念されていた。日本緑化センターは、2012年2月に防腐剤を塗布するなどの方法で保存することを市に提案していたが、5月28日に一本松を再調査した結果、早急な防虫・防腐対策の必要があることを改めて報告した。市では防腐処理を行って一時的に保存することを同センターに伝える一方、最終的な保存の方法について検討を重ねた。その結果、市の方針として、一本松をできるだけ現状に近い形で現場に自立させることになった。
市では具体的な保存方法について2つの業者からの提案を受けた。1社の案は幹を分割して防腐処理を行い、中心部に芯を入れて立て直すというもの、もう1社の案は基本的に防腐処理のみで枯れたままの状態で残すという内容であった。市はこの2案を検討し、作業やそれに伴う費用、完成後の姿などを総合的に比較した結果、現状を残し希望を表現するのにふさわしく、費用も3000万円ほど安いとの理由で、乃村工藝社による前者の案を採用することを決定した。
市は採用することになった提案の内容を7月20日に公表した。主な内容は以下の通り。
- 幹を5分割し、中心部をくり抜いた上で内側と外側から防腐処理し、金属製の心棒を通して元の場所に再設置する
- 枝葉部分は現物を保存することが難しいため複製を作る
- 根の部分は切除して別に保存することを計画する
- 雷対策として避雷針を設置する

幹と枝葉部分の処理については、専門的な作業であり、実施できる業者が岩手県内にないため、県外の業者に委託することになった。作業は多数の訪問者が見込まれるお盆の時期を避けて8月下旬から開始、震災から2年となる2013年3月11日までの完了を目指すものとした。作業完了後最低でも10年程度は保存に耐えるが、年1回、高所作業車で目視による確認を行い、劣化や損傷した箇所があれば工場で補強するなどのメンテナンスを実施する方針も示された。
一本松ほどの大きさの木を保存するのは世界でも例がなく、複雑な構造計算が必要になるなど困難な工事になるため、一般競争入札ではなく乃村工藝社との随意契約となった。なお、これに対して地元市民団体の気仙オンブズマンは「随意契約としたことは違法の可能性がある」と指摘し、2014年11月20日と2015年1月9日の二度にわたり陸前高田市に対して住民監査請求を行ったが、陸前高田市は「違法な支出行為の事実はない」との理由でいずれの請求も却下した。気仙オンブズマンはその後2015年1月29日、「理由なく競争入札に付さずに随意契約としたのは違法である」として、市長の戸羽を相手取り作業委託費用1億5890万円を市に返還するよう求めて盛岡地方裁判所に提訴した。気仙オンブズマンによれば、同団体が陸前高田市への情報公開請求で得た資料をもとに乃村工藝社とは別の企業に見積もりを依頼したところ、実際の事業費のおよそ半額の費用であったという。

### 作業の進捗
| 作業内容 | 作業内容       | 作業者                           | 作業場所             |
| -------- | -------------- | -------------------------------- | -------------------- |
| 施工     | 施工           | 株式会社乃村工藝社               | 岩手県陸前高田市ほか |
| 構造設計 | 構造設計       | 一般財団法人航空宇宙技術振興財団 | 仙台市青葉区ほか     |
| 幹部分   | 中心部くり抜き | 株式会社ヤトミ製材               | 愛知県弥富市         |
| 幹部分   | 防腐処理       | 株式会社吉田生物研究所           | 滋賀県大津市         |
| 幹部分   | 心棒製作       | 株式会社信濃工業                 | 長野県宮田村         |
| 幹部分   | 心棒接合       | 株式会社カドコーポレーション     | 兵庫県たつの市       |
| 枝葉部分 | 型取り・複製   | 有限会社パウ                     | 神奈川県相模原市南区 |
| 枝葉部分 | 型取り・複製   | 株式会社三協製作所               | 千葉県袖ケ浦市       |

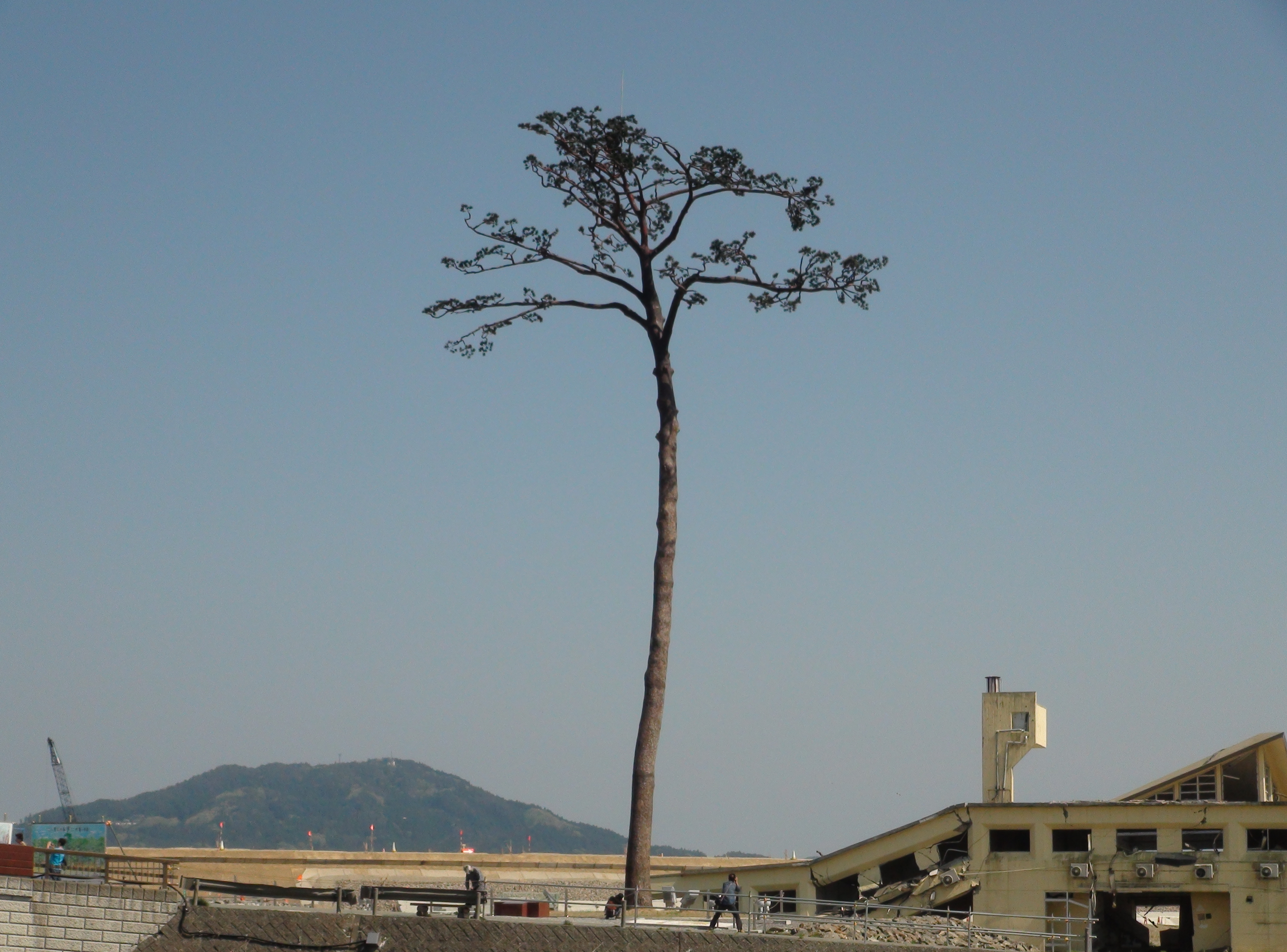
保存作業完了後の一本松（2015年4月）

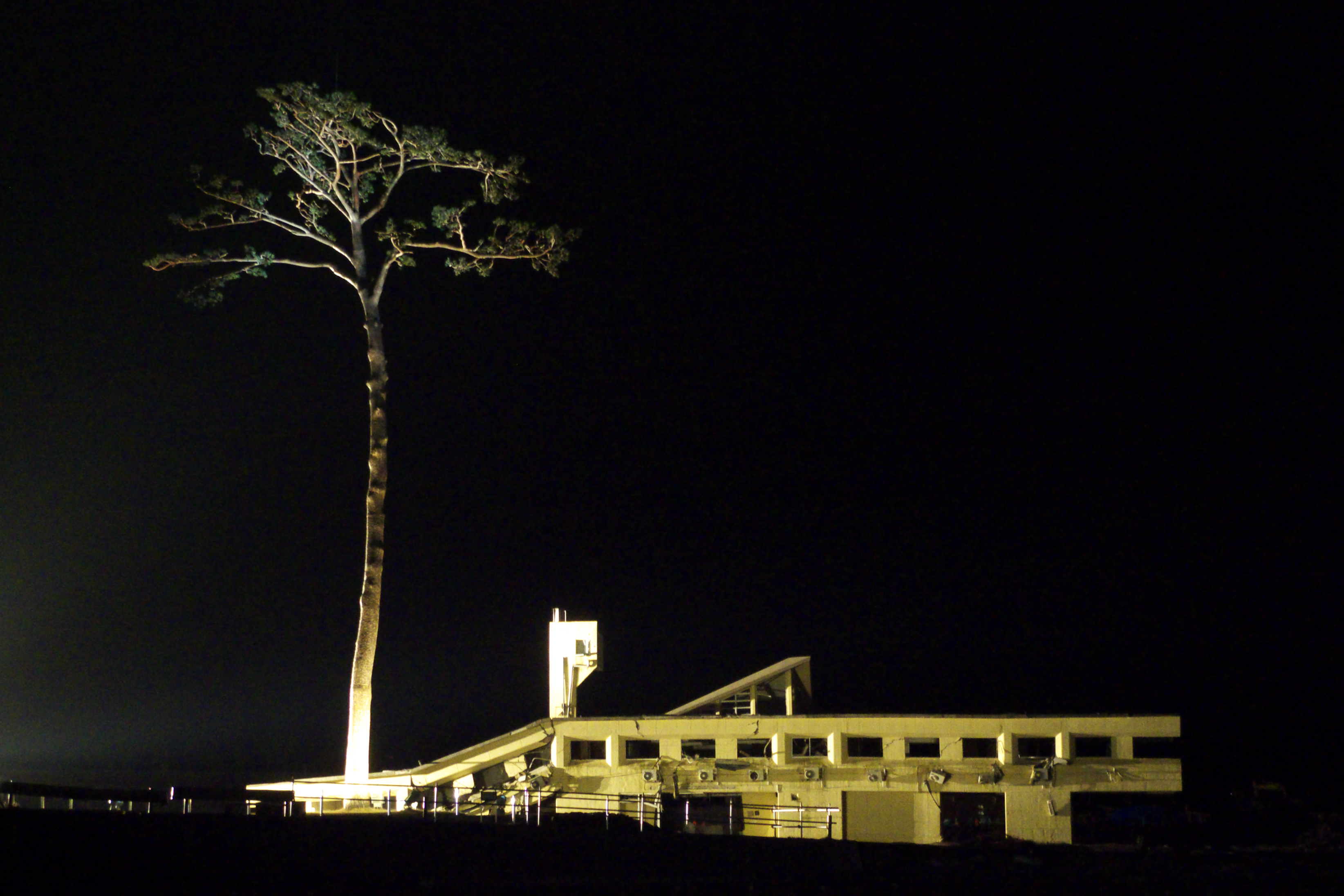
ライトアップの様子（2015年3月）

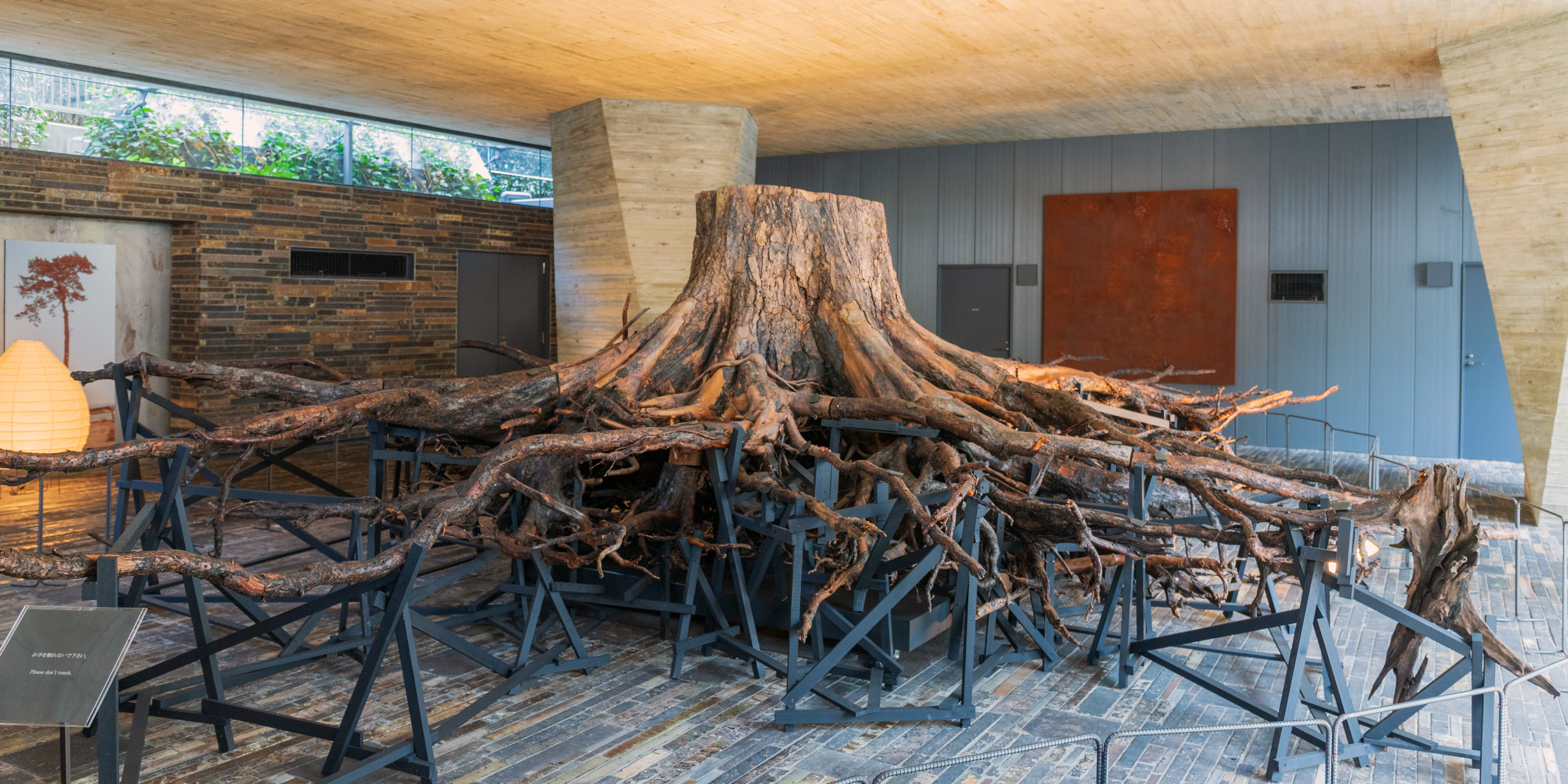
東京都内で展示された一本松の根（2023年3月）

「奇跡の一本松保存プロジェクト」と題された保存作業は、施工が乃村工藝社に発注され、個別の作業は11都府県の研究所・町工場が分担して作業を担当した。また、構造設計は航空宇宙技術振興財団の検討結果による報告書をもとに行われた。当初の工期は2012年9月12日から2013年2月末と発表されていたが、枝葉部分の再現精度が低いことを指摘された（後述）ことを受け、2013年6月末まで延長されている。
9月12日・13日に一本松の伐採と搬出が行われた。最初に枝が切り離され、次いで幹の部分が根元から3等分に切断された。幹は9月15日に愛知県弥富市の製材所「ヤトミ製材」にトラックで運び込まれ、強度計算や専用の穴開け機械（ヤトミ製材が一本松のために新たに開発したチェーンソー式の機械で、実用新案登録されている）製作などの行程を経て、心棒を通すために中心部をくり抜かれた。この作業は11月8日まで実施され、その後京都市の研究所「吉田生物研究所」が滋賀県大津市に持つ工場での防腐処理に回されて、アルコールに漬けて水分を抜き、腐食やカビに強い樹脂に置き換える作業が行われた。また、くり抜かれた部分は約1,800キログラム分のチップとなって保管されることになった。
炭素繊維強化プラスチック製の心棒は長野県宮田村の「信濃工業」で製作され、兵庫県たつの市揖保町の先端複合材加工開発会社「カドコーポレーション」で幹本体と接合された。
枝葉の部分は神奈川県相模原市の造形制作会社「パウ」と炭素繊維加工会社「三協製作所」の千葉県袖ケ浦市にある事業所が型取りし、複製を製作した。樹皮はガラス繊維強化プラスチック、葉は合成樹脂を使用して再現している。枝の内側部分は強風や雪などを想定し、ステンレスと炭素繊維で製作して鉄の6倍の強度を確保した。なお、枝葉部分の製作にあたっては、2012年10月に東北大学流体科学研究所において、枝葉部の40分の1の模型を用いて行われた風洞実験により抗力係数 CD の価が 0.95 と算出され、このデータが耐風圧力の構造設計に活かされている。
現地に残った根も12月3日から引き抜き作業が開始された。根は深さ約1.6メートル、幅は約13メートルに達しており、70以上の箇所で枝根を切り取った上で縦2.5メートル・横5メートル・高さ1.8メートルのサイズに切断した主根を12月6日に掘り出した。重さは約3トンに達する。
根を掘り出した跡には2013年2月12日にコンクリート製の基礎と根元部分が設置された。地表から5メートルの高さまでの根元部分を、深さ3メートルの基礎部分で支える構造である。この上に13.5メートルの幹部分を載せる作業が3月2日に、さらにその上に高さ7.7メートル・直径約15メートルの枝葉部分を設置する作業が3月6日に行われた。本来であればこの後、3月10日までに足場の解体が完了し、3月22日に完成式典が開かれる予定であった。
ところが、3月7日の午後、枝葉が取り付けられた姿を見た地元住民から「以前の形と違うのではないか」という指摘が市に出された。3月8日に市職員が現地を確認し、作業前の写真と見比べた結果、枝葉の中心部分が傾いていることが判明し、作業をやり直すことになった。乃村工藝社によれば、枝葉部分は320のパーツでできており、これらをつなぎ合わせる段階で誤差が発生したことが原因である。作業やり直しに伴う費用は乃村工藝社の負担となった。
枝葉と幹の接合部の継ぎ手を作り直した後、5月27日に枝葉の根元を切断して取り外す作業が行われた。地上で枝葉部分を組み直した上で6月3日に幹に再設置し、測量して設計図とずれがないことを確認した。6月8日に工事用の足場が撤去され、保存工事が完了した。7月3日に保存事業完成式が現地で開かれた。一本松の傍らには献花台も用意された。
完成式と同日の7月3日より、岩手県電気工事業工業組合青年部とパナソニックの支援により日没から21時までのライトアップが開始された。この時に設置された設備はLEDなどを使用した9基の照明で、幹の下部は追悼の意を示す電球色、枝葉の部分は希望を表す白色で照らすものであった。その後、一本松の周辺が整備され見晴らしが良くなり、また街灯が設置されたことで照明の暗さが目立つようになってきたことから、2022年5月に照明設備が更新され、9基のうち単色の6基を撤去、色や明るさを自由に調節できる3基を新たに設置した。
掘り出されていた根の部分は、岩手県内の材木会社で一時保管された後、9月14日に岩手県滝沢村（現滝沢市）で開催されたイベントで初めて公開された。その後、長期的な保存のために882万円の費用をかけて防腐などの作業が2014年1月より行われ、以降、陸前高田市が倉庫で保管していたが、2021年12月に高田松原津波復興祈念公園が全面開園したことを受け、翌2022年2月に道の駅高田松原で一般公開された。細い根の部分も含めた根全体の公開はこれが初めてであった。同年3月からは、建築家内藤廣の企画により東京都千代田区の紀尾井清堂で約1年間にわたって公開された。
また、枝葉の複製を作る際に伐採された枝からは、全日本印章業協会青年部連絡協議会の発案によって陸前高田市の市長印が作られた。松材は木目が粗く軟らかいため本来は印章には不向きだが、木の組織にプラスチックを注入して硬化させる技術（WPC加工技術）を用いて大建工業が製作 。審査で選ばれた印章彫刻技能士によって篆書体で「岩手県陸前高田市長之印」と刻まれた印が市に贈呈された。

### 保存募金
プロジェクトの実施に当たっては、保存作業に1億5000万円、完成後の維持管理に年間20万円の費用がかかると試算された。多額の税金を投じることができないと判断した陸前高田市は、募金によってこれを賄うことを決めた。募金は保存方法の発表に先立つ2012年7月5日から「奇跡の一本松保存募金」として始まっており、銀行振込のほか、陸前高田市のFacebookページ経由でのクレジットカード決済や現金書留による方法で受け付けられた。寄せられた募金は基金として積み立てられ、その運用益も基金に編入されると定められた。
募金が集まるまでの当面の費用については、震災からの復旧・復興のため陸前高田市に寄せられた義捐金などにより設立され、4億円余りが積み立てられていた「東日本大震災絆基金」から借り入れ、最終的に集まった募金から返済することとなった。
募金活動を軌道に乗せるため、陸前高田市は著名人の協力を求めることにした。最初に漫画家のやなせたかしを訪ねたところ、やなせは作業費用の1億5000万円を全額負担することを申し出た。陸前高田市はこの申し出を辞退したものの、やなせから1000万円の寄付を受けることとなった。このほか、元プロ野球選手の王貞治、岩手県出身のプロサッカー選手小笠原満男なども、陸前高田市の求めに応じて募金を呼びかけた。アメリカの映画俳優ジョン・トラボルタからもメッセージが寄せられた。
募金の総額は2013年3月までに1億円を超え、同年6月27日には目標の1億5000万円を突破した。陸前高田市は2014年3月末をもって募金の呼びかけを終了し、剰余金は一本松の維持管理や周辺の整備に充てることを発表したが、一本松関連商品の売り上げや、企業・団体からの寄付については引き続き受け付けを行っている。

### 保存の功罪
一本松の保存を決めたことについて、市長の戸羽は、震災遺構を残すべきという声が市に寄せられた一方で、逆に犠牲者の遺族からは旧市役所などの被災した建物を撤去するよう要望されたことを挙げ「建物を残しても希望は持てないが、一本松は復興や希望の象徴となる。世界中から応援をもらっているので残す責任がある」とその意義を述べた。
これに対し、地元の陸前高田市では、市民はおおむね保存を歓迎した一方、保存が決まった当時は市内の瓦礫処理すら進んでいない状況だったにもかかわらず、被災者への支援や復興事業の推進よりも一本松の保存が優先されることに不満を持つ住民もいた。またインターネット上でも、町興しのために観光のシンボルは必要であると賛同する声はあったものの、1億5000万円という保存費用が「高すぎる」という感想が出たり、一本松の後継樹を育てる試み（後述）で十分であるとか、保存ではなく石碑やレリーフで代用すればよいなどといった意見も見られたほか、枯死した木を大金をかけてまであえて復元すること自体に反対したり、単なる木として立っていたに過ぎない一本松を枯死した後も利用し続けることを批判する発言もあった。また、募金が集まるまでの間の費用を市の基金から借り入れたことについて、本来復興のために寄せられた寄付金を（一時的な借り入れとはいえ）流用することへの疑問も上がった。
これら一本松保存への反対意見に対し、副市長久保田崇は、市内随一の観光地であった松原が消滅するなど震災によって人的・経済的資源の多くが失われた中、抜群の知名度を持つ一本松を活用しない手はないとした上で、一本松への集客によって10年間で5億円の経済効果があると試算し、これは保存費用の1億5000万円をはるかに上回ると説明した。久保田はまた、地権者との交渉が難航していて高台への移転が進んでいないため、住宅再建に予算を使わないというわけではなく予算を使うことができる段階に至っていない状況であることや、1億5000万円を被災者の支援に使うとしても、市内の全壊戸数3,159で単純に分配すれば1戸あたり4万7000円程度にしかならず、住宅再建に充てるには不十分であることなどを挙げ、津波の脅威を後世に伝えるモニュメントへの投資と生活再建に向けた取り組みを同時並行で進めていくことが必要であるとも述べた。
岩手大学准教授の五味壮平は、一本松によって一定の集客・経済効果が見込まれることは認めつつも、一本松が震災に立ち向かう象徴となってしまったがために、市外から訪れる人は一本松だけを見て陸前高田の街には関心を持たないと指摘し、復興に向かう街を訪問者に見てほしいと望む被災者との間にギャップが生まれていると論じた。
保存作業完了後の一本松を訪れた人に対して国土交通省が2013年10月10日から同13日にかけて行ったアンケートによれば、有効票629票のうち、一本松を見た際の印象として挙げられたのは「大きな津波に流されず、よく残ったものだと感心した」が34パーセント、「追悼・鎮魂の気持ちになった」が23パーセント、「被災状況を思い出した」が22パーセントなどとなっている一方で、陸前高田市を訪れた目的として「一本松を見ること」を挙げた割合は25パーセントにとどまるという結果になっている。
一方、共同通信社が2017年1月に配信した記事では、震災で自宅を失い5年間仮設住宅で暮らした市民の話として、「一本松を復元する話を聞いた当時は生活が苦しく、大金をかけて保存することには反対だったが、一本松は人を呼び込めるし津波の恐ろしさも伝えられる。今では残してよかったと思っている」と伝えている。

## 後継樹の育成
一本松自体の保存とは別に、一本松から採取した種子や枝の接ぎ木によって後継樹を育てる試みも進められている。
震災直後、日造協岩手県支部が中心となって結成されたプロジェクトチーム（前述）のうち、「後継樹育成チーム」に住友林業が参加し、一本松の後継となる木の育成と一本松樹体の化学分析を日造協から依頼された。これを受け、住友林業は同社の筑波研究所において一本松の種子・接ぎ木をもとに後継樹の育成を開始した。住友林業は、後継樹を最終的には松原の再生に活かすことを考え、育成する苗を将来陸前高田市に戻すことを目標とした。
2019年9月22日、高田松原津波復興祈念公園の開園記念式典にて、住友林業が育成していた後継樹のうち3本が植樹され、一本松の子孫が初めて里帰りを果たした。

### 種子
住友林業は2011年4月に一本松の枝を採取、集めた松かさから種25個を得た。このうち3個を試験的に播いたものの発芽は見られず、冬眠状態から起きていないと考えられたことから、冬越しの状況を作るため4 ℃の低温処理を6か月間施した。9月に5粒をシャーレに播いて人工気象室で育成した結果、2週間後に発根と発芽が確認された。残った17個も播いたところ、うち13個が発芽し、合計で18本の苗が育った。
しかし、18本のうち3本はしばらく順調に生育していたが、その後、根の生長が急に止まり、数週間後に芽の生長も止まって枯死と判断された。原因は、震災直後の4月に松かさから取り出した種を6か月間低温で成熟させたのちに播いたことから、本来秋に種が飛散し春に播かれる自然のサイクルと正反対になったため、加えて長期間人工気象室で育成したことにより室内に移した際に周囲の環境に耐えられなかったためと分析されている。また、そもそも種自体、松の種が飛散する時期である秋を過ぎても残っていた松かさから採取されたもので、未成熟な状態であったことから、当初から全ての苗が順調に育つのは困難と予想されていた。
一本松が保存のため2012年9月に一旦伐採された際には、枝に残っていた松かさ約1,000個を採取し、75個の種を取り出した。 ただし、これらの種は震災直後に採取されたものと同様、本来の飛散時期を過ぎても一本松から落ちないままになっていたものであり、最も古いもので震災前の2010年秋から残っていた可能性や、発育不足、冬眠状態から起きていないことなどが想定された。また潮風に長期間晒されていたことから、状態が悪くなっている種も多く含まれていた。冷蔵庫で低温保存したのち、2013年4月頃より約70個を播いた結果、9本が発芽し、2013年6月時点で約3センチメートルに生長した。そのうちさらに5本が、2017年3月時点で1メートルを超える大きさまで育った。2019年9月時点で、9本とも順調に生育している。

### 接ぎ木
一本松の遺伝子そのものを残すためクローニングによる増殖も試みられ、接ぎ木・挿し木・組織培養の3手法が用いられた結果、アカマツなどの幹に接ぎ木して育てた枝から3本の苗が得られた。挿し木と組織培養については、発芽には至ったものの、その後生育途中で枯れた。もっとも当時、挿し木による松の増殖は老齢木では不安定であり、確実に成功する手法は開発されておらず、組織培養の場合は成功例そのものが存在していなかった。
接ぎ木から育てられた苗は、2012年12月の時点で高さ約50センチメートルほど、2013年6月には同じく80センチメートルほど、2017年3月には同じく3メートルほどに生長した。2019年9月時点で、3本とも順調に生育している。
また、住友林業による接ぎ木とは別に、震災から2か月後に一本松付近で見つかった2本の小枝から育った苗木も存在する。この小枝は高さ20メートルのあたりで一本松から折れたとみられ、「高田松原を守る会」の副理事長で造園業を営む男性がこの2本の小枝から芽を採取し、クロマツの台木に接ぎ木した。これにより2本の苗木が育ち、うち1本は2016年3月に出雲大社に奉納され、参道脇に植樹された。

## 関連メディア・商品など
一本松をテーマにした書籍・楽曲がいくつか発表されており、一本松のイラストや写真をあしらった土産物なども多数発売されている。また、一本松ほか松原の倒木を材料とした商品も作られている。

### 書籍
- なかだえり『奇跡の一本松 大津波をのりこえて』汐文社、2011年10月、ISBN 978-4-8113-8826-7

岩手県出身のなかだが描いた絵本。売り上げの一部は松原の保全に使われる。
- 新井満『希望の木』大和出版、2011年11月、ISBN 978-4-8047-6191-6

一本松の一人称視点で書かれた詩集。1冊につき100円が陸前高田市に送られる。
- 涌井雅之『奇跡と希望の松 なぜ一本の松だけが生き残ったのか』創英社、2012年8月、ISBN 978-4-88142-559-6

津波を生き延びた一本松を守ろうとする専門家や著名人・ボランティアなどの人々を取り上げたノンフィクション。
- のはらあい『きせきの一本松』河出書房新社、2013年3月、ISBN 978-4-309-90981-3

一本松を「松にゃん」という名で擬人化したアニメ絵本。

### 楽曲
- やなせたかし・大和田りつこ・岡崎裕美「陸前高田の松の木」

陸前高田市出身の編集者から一本松の話を聞いて感動したやなせが作詞作曲し、歌詞を印刷したハンカチとともに自費でCDを制作した。著作権は陸前高田市に寄贈され、売り上げも全額寄付される。
- サスケ「生きてりゃいいこときっとある～高田の一本松～」2011年9月12日発売

震災時に岩手県一関市で公演中だったサスケが、震災の津波で肉親を亡くした作詞家藤公之介の詞に曲をつけた。7万本の中で1本だけ残った悲哀と、いつか元の松原に戻りたいという夢を歌った内容である。
- 千昌夫「いっぽんの松」徳間ジャパン、2011年11月2日発売 TKCA-90464

陸前高田市出身である千が故郷への愛情や生きる希望を歌った曲。当初は2012年1月11日発売の予定であったが、レコーディングの模様を公開したところ大きな反響が寄せられ、発売が繰り上げられた。この曲の歌碑が2016年6月に茨城県石材業協同組合連合会から陸前高田市に寄贈され、旧道の駅高田松原跡に仮設置された後、2022年5月中旬に高田松原津波復興祈念公園内に本設された。
- 白井貴子「陸前高田 松の花音頭」2012年7月15日発売

白井が2011年7月に陸前高田市を訪れた際、被災して仮設住宅に暮らす住民の「元気になれる歌がほしい」という声を聞き、一本松と春に咲く花のイメージをもとに作曲した盆踊りの歌。盆踊りの歌にしたのは、震災犠牲者への鎮魂の意味と、住民同士の交流につなげてほしいという思いが込められている。CD発売前の2011年8月に陸前高田市内のイベントで初披露された。収益の一部は「奇跡の一本松保存基金」と「高田松原を守る会」に寄付される。
- ディサロ水城「みゆき橋〜like a bridge over troubled water〜」[109] 2018年11月28日発売

震災の報道で奇跡の一本松を見たディサロ水城がその日に作詞作曲。復興の橋をゆっくりと渡ってきてほしい思いと若い男女の未来への橋を重ねた。幸せな漁師町が枕草子の季節にちなんで盛り込まれ、バックコーラスの英語歌詞には「明日に架ける橋」へのシャドウメッセージが織り込まれている。中学校文化祭での掛け声のみならず日本国外からも掛け声コーラスがiPhoneのボイスメッセージで届き、トラックに取り込まれた。日本語歌詞・英語歌詞・歌全て本人による。鎮魂の意味で5年間は封印されていたが、2016年高野康弘の編曲でCD化された。地域の復興支援活動や陸前高田の支援ライブで歌われ、収益の一部は義捐金として寄付されている。

### 映画
- 『希望の木』（山本二三監督）

上記の同名詩集を原作として製作・公開が予定されていたアニメーション映画。監督の山本は長らく原作者の新井のファンであったところ、新井が講演会で自ら原作を朗読するのを聞いて感銘を受け、映画化を申し入れた。山本は美術監督を兼任、新井自身も脚本と音楽を担当し、製作費についてはクラウドファンディングを活用して調達する予定であった。2014年の公開を目指していたが、集まった製作費が目標の金額に届かず、中止となった。

### 記念貨幣・切手など
元号が平成となって25年になるのを記念して造幣局が2013年11月7日に発行した貨幣セットでは、年銘板の裏面に一本松が描かれた。
また、財務省が2015年度（平成27年度）に第一次から第四次にわたって発行した東日本大震災復興事業記念貨幣の1万円金貨と1000円銀貨は、額面と発行時期によって片面（個別面）のデザインがそれぞれ異なるが、もう一方の面（共通面）にはいずれも「がんばろう日本」「平成○○年」の文字とともに一本松と鳩の意匠が施されている。
郵便事業東北支社は、一本松を題材にしたオリジナルフレーム切手セット「希望の一本松～奇跡から希望へ～」を2013年3月11日から発売した。一本松をメインに、震災前の松原の姿や陸前高田市内の祭りの様子などの写真を用いている。
陸前高田郵便局郵便分室では、一本松を図案化した風景印を2012年7月2日より使用している。

### 一本松にちなんだ商品など
筆記具ブランドのモンブランは、2015年に一本松の枝を素材に使った万年筆を数量限定で発売した。震災の年から売上を寄付するなどの形で被災地を支援してきたモンブランに対し、一本松の保存作業で複製と付け替えた枝の有効活用を考えていた陸前高田市側が依頼したものであった。価格は1本48万1000円で、売上の20％にあたる額が震災からの復興のために寄付される。
地元陸前高田市の蔵元である酔仙酒造は、「奇跡の一本松」の名前で吟醸酒を発売している。

### その他
陸前高田市は被災地からの情報発信および市の地域活性化を目的とし、一本松をデザインした公認ロゴマークを制定して2013年8月3日に発表した。ロゴは緑地に白色で一本松のシルエットと「1PPON MATSU」の文字が入っており、一本松がデフォルメされたデザインのサブロゴも用意されている。使用には市への申請が必要だが、使用対象の制限はなく、無料で使用できる。
陸前高田市のマスコットキャラクター「たかたのゆめちゃん」は、一本松の上に住んでいるという設定であり、2013年1月4日に交付された特別住民票では住所として「希望の一本松ノ上」と記載されている。
2017年3月19日にプロ野球球団の東北楽天ゴールデンイーグルスと陸前高田市がパートナー協定を結んだことに伴い、震災で全壊し再整備予定の第一球場に「楽天イーグルス奇跡の一本松球場」の愛称が付けられることになった。同球場は2020年8月8日、震災後新たに整備された高田松原運動公園内にオープンした。
2020年4月11日に開館した陸前高田市民文化会館は、「奇跡の一本松ホール」の愛称が付けられており、ホールの緞帳には一本松がデザインされている。

## 所在地
- 岩手県陸前高田市気仙町字砂盛176-6[126]

- 北緯39度0分12.48秒 東経141度37分30.43秒 / 北緯39.0034667度 東経141.6251194度
- 大船渡 - 地理院地図
- 奇跡の一本松 - Google マップ

一本松、ユースホステルを含む付近一帯は、高田松原津波復興祈念公園として整備されている。一本松へは道の駅高田松原（以下「道の駅」と略記）から公園内の園路を徒歩で約10分の道のりである。JR東日本大船渡線BRTの奇跡の一本松駅が道の駅敷地内にある。
震災のため休業していた道の駅が再開する以前は、国道45号と国道340号の交差点横に駐車場が用意されていた。駐車場内には陸前高田市が1億円を投じ2014年8月にオープンした物産施設「一本松茶屋」があり、土産物店や飲食店などが営業を行っていた。
当時の最寄り駅は大船渡線BRTの陸前高田駅であったが、一本松の見学に訪れる乗客が増えたことから、その便宜を図るためさらに一本松に近い場所に、奇跡の一本松駅が2013年7月13日に開業した。当初は臨時駅で営業期間は限定されていたが、2014年10月1日からは常設化され、毎日停車するようになった。開業時は、一本松まで500メートルほどの国道沿い（一本松茶屋付近）に設置されていたが、2018年1月23日、周辺のかさ上げ工事に伴って、一本松茶屋から北へ300メートルほどの場所に移設された。
2019年9月22日、道の駅の再開と高田松原津波復興祈念公園の一部供用開始に伴い、一本松茶屋は営業を終了。奇跡の一本松駅も翌23日に道の駅敷地内へ移設された。
一本松の背後の気仙川河口には、山林部の宅地・公共施設造成地から土砂を搬出するベルトコンベア用の吊り橋が2013年12月に架けられ、2015年9月まで稼働していた。この吊り橋は「希望のかけ橋」と名付けられており、夜には一本松と同様にライトアップされていた。一本松とあわせて観光客の誘致に大きな役割を果たしていたが、土砂搬送作業が終了した後に撤去解体された。その橋脚は復興遺構として残されている。

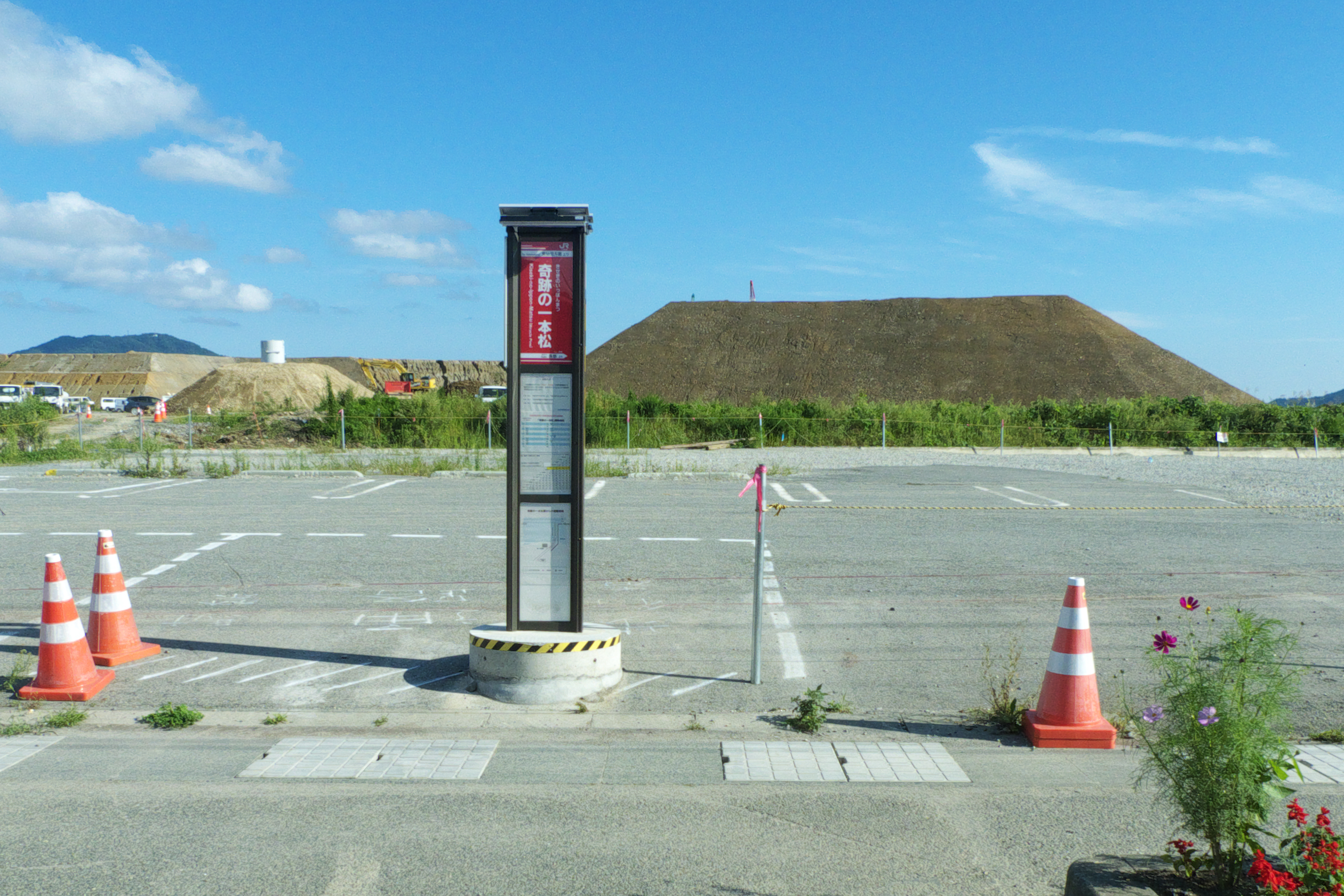
開業当時の奇跡の一本松駅
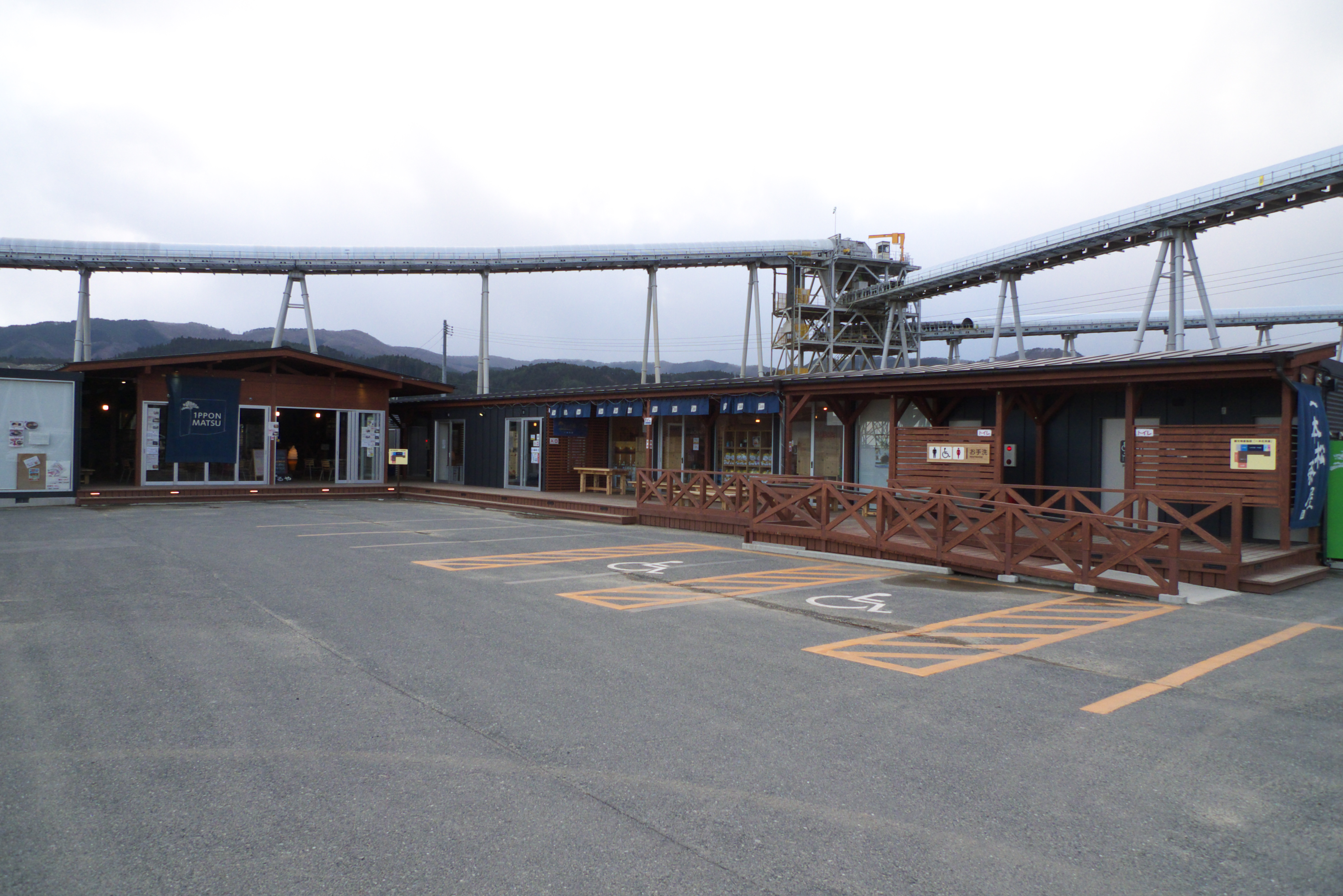
一本松茶屋。背後に土砂運搬用ベルトコンベアが聳えていた
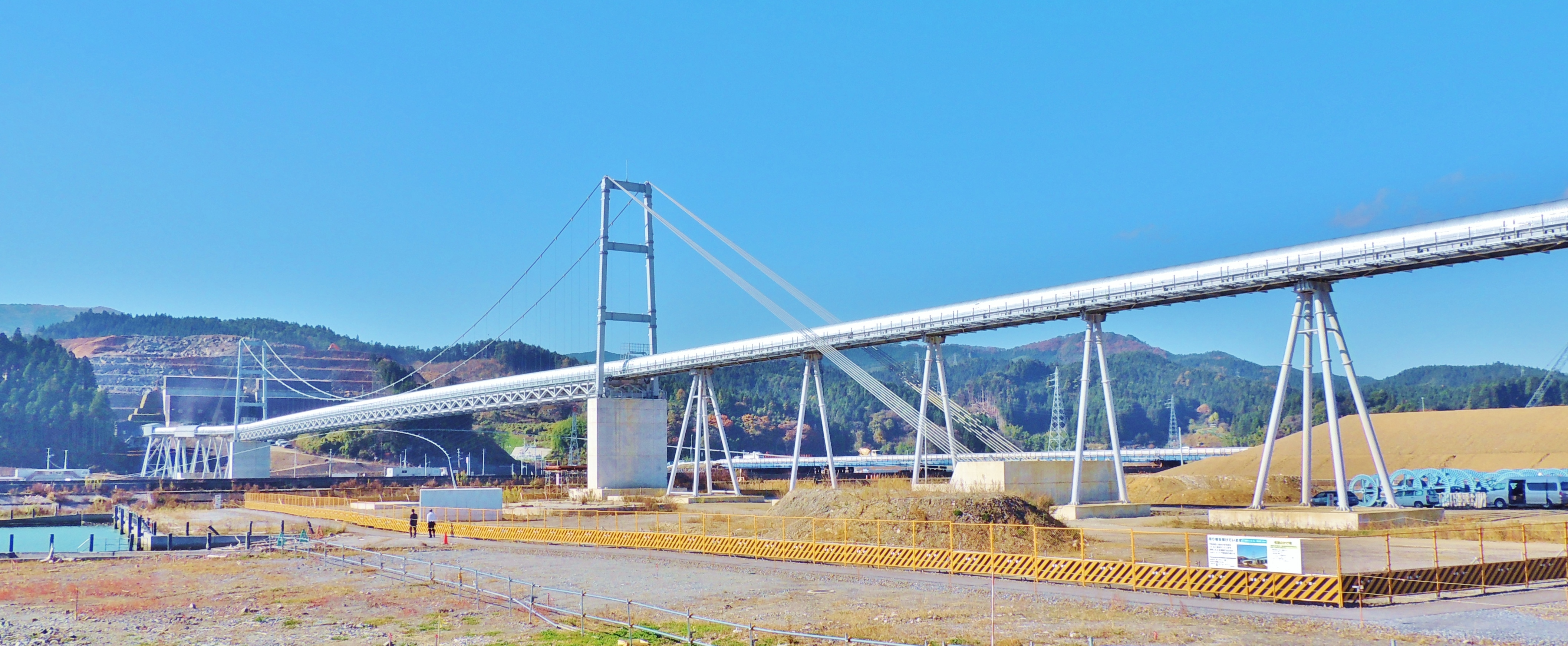
希望のかけ橋
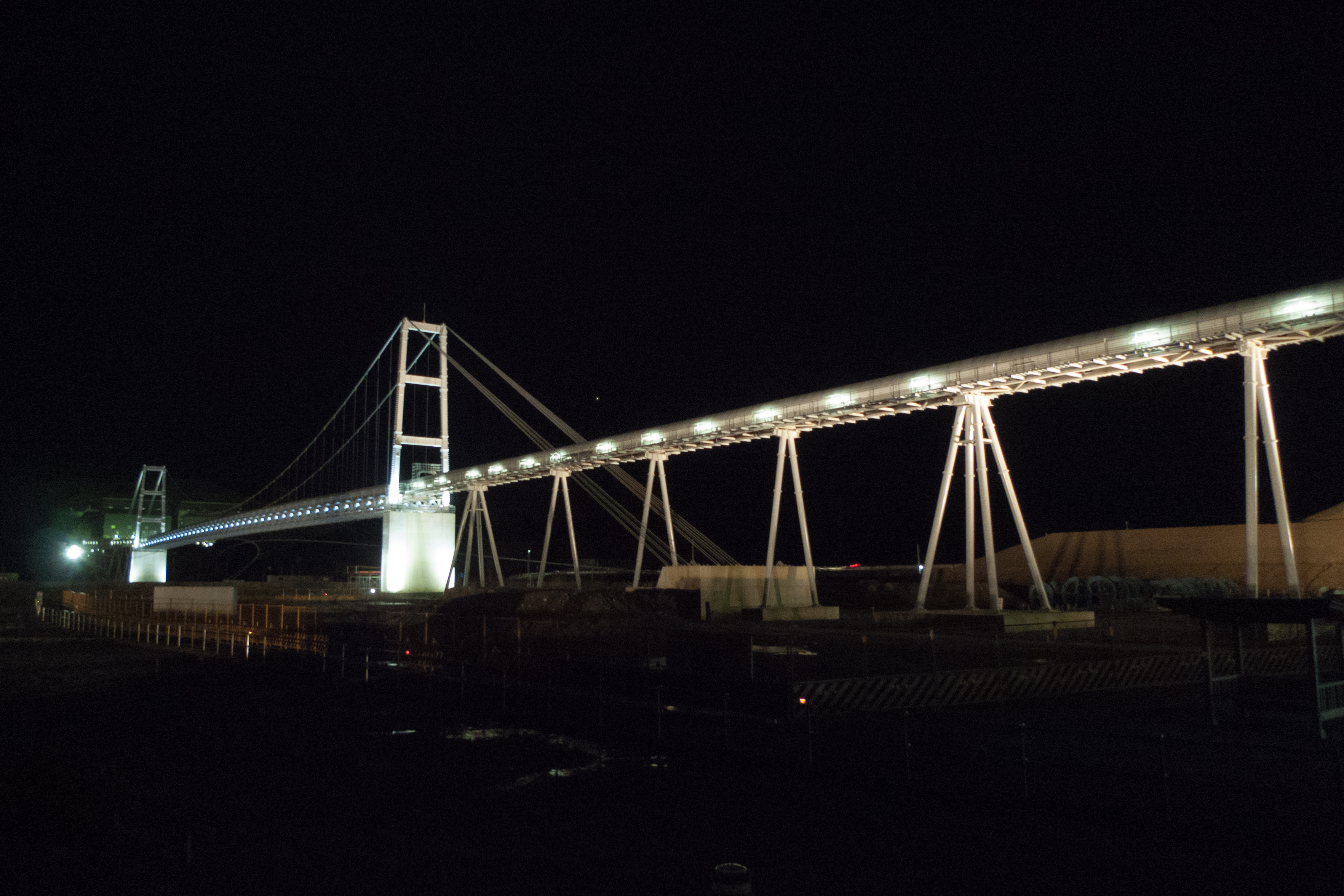
希望のかけ橋ライトアップの様子

## 関連施設
2014年8月に「復興まちづくり情報館」が道の駅敷地内に開設され、市内の復旧状況を知らせるパネルや一本松の根などが展示されていた。道の駅周辺の工事に伴って2018年に市内高田地区のアバッセたかた南側の陸前高田駅付近に移転したが、同じく道の駅敷地内に設置され2018年に同館と同一敷地内に移転していた「東日本大震災追悼施設」の改修工事に伴って閉館が決まり、解体された。一部の展示物については2022年に再開館した陸前高田市立博物館に移されて展示されている。
高田松原津波復興祈念公園内には、国営の追悼・祈念施設である東日本大震災津波伝承館（愛称：いわてTSUNAMIメモリアル）が道の駅に併設の形で設置されているほか、一本松と同じく震災で被災し震災遺構として残された旧気仙中学校も立地する。

## 南相馬市の一本松

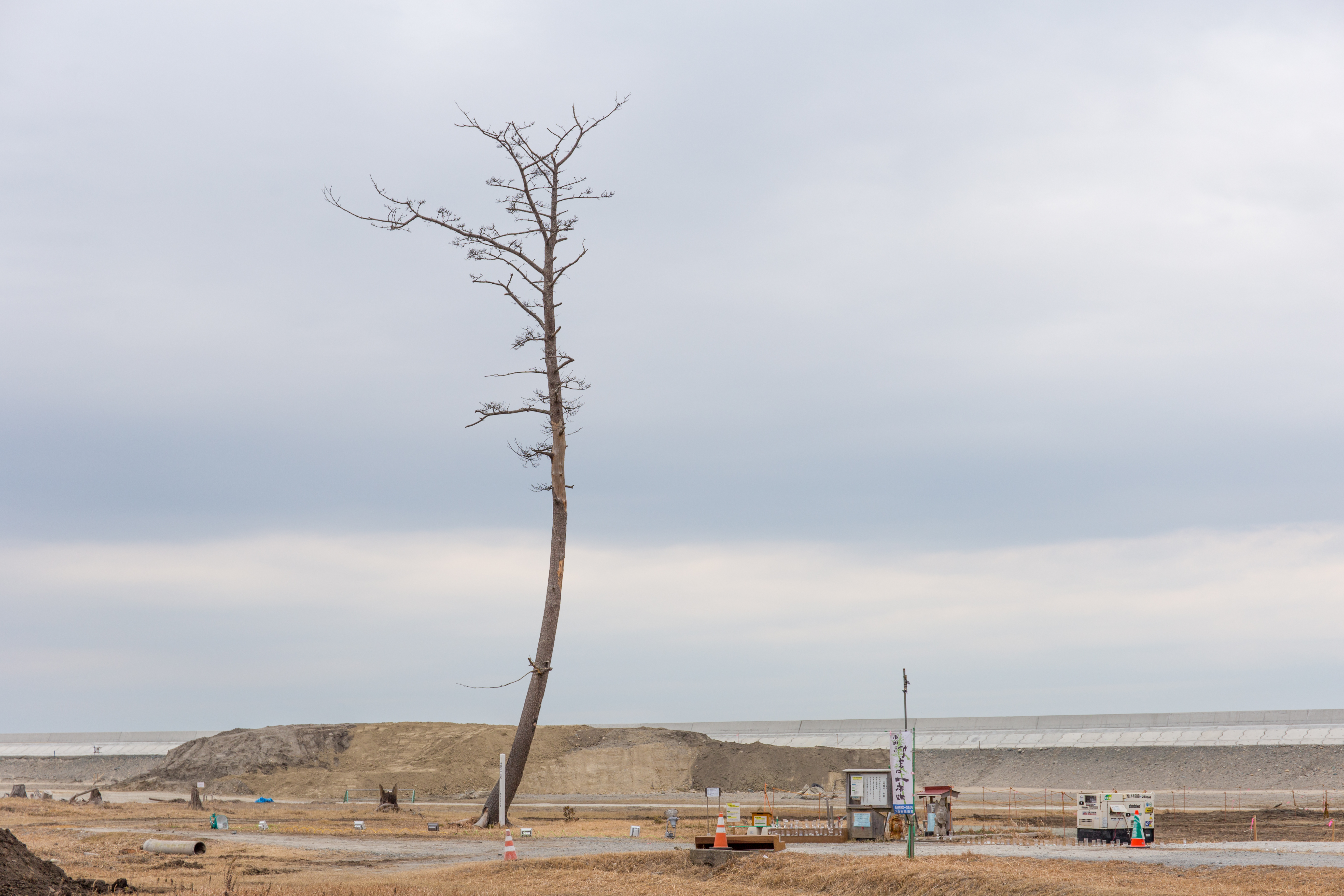
かしまの一本松（2017年12月）

福島県南相馬市鹿島区にも震災による津波を生き延びた松があり、「かしまの一本松」と命名されたが、一時期「奇跡の一本松」とも呼ばれていた。
南相馬市北部の南右田地区には数万本の松の木による保安林があったが、津波によってその大半が倒壊した。十数本ほどが生き残ったものの、その後ほとんどが樹木医により枯死と診断され、高さ約25メートル・根回り約2メートルの1本だけが生き残った。この木を地域の希望の象徴として残すため、地域住民の有志が主体となって「かしまの一本松を守る会」が2013年9月に結成され、木の周囲を整備したうえで看板を設置し、保存活動に取り組んだ。
しかし、2014年9月頃から葉が赤くなったり、樹皮が剥がれ落ちたりするなど樹勢が衰え始め、樹木医からも「回復の可能性は低い」と宣告された。さらに付近一帯は防災林用地となることが決まり、2017年12月27日に伐採された。
伐採された「かしまの一本松」は地元住民宅の表札に利用されたほか、採取された種子から「かしまの一本松を守る会」会員が育てた苗木6本が、他の松の苗木とともに2020年3月に防災林用地に植えられた。
南相馬市内にはこれに加えて「泉の一葉マツ」と呼ばれる被災松もある。詳細は当該項目を参照。

## 脚注

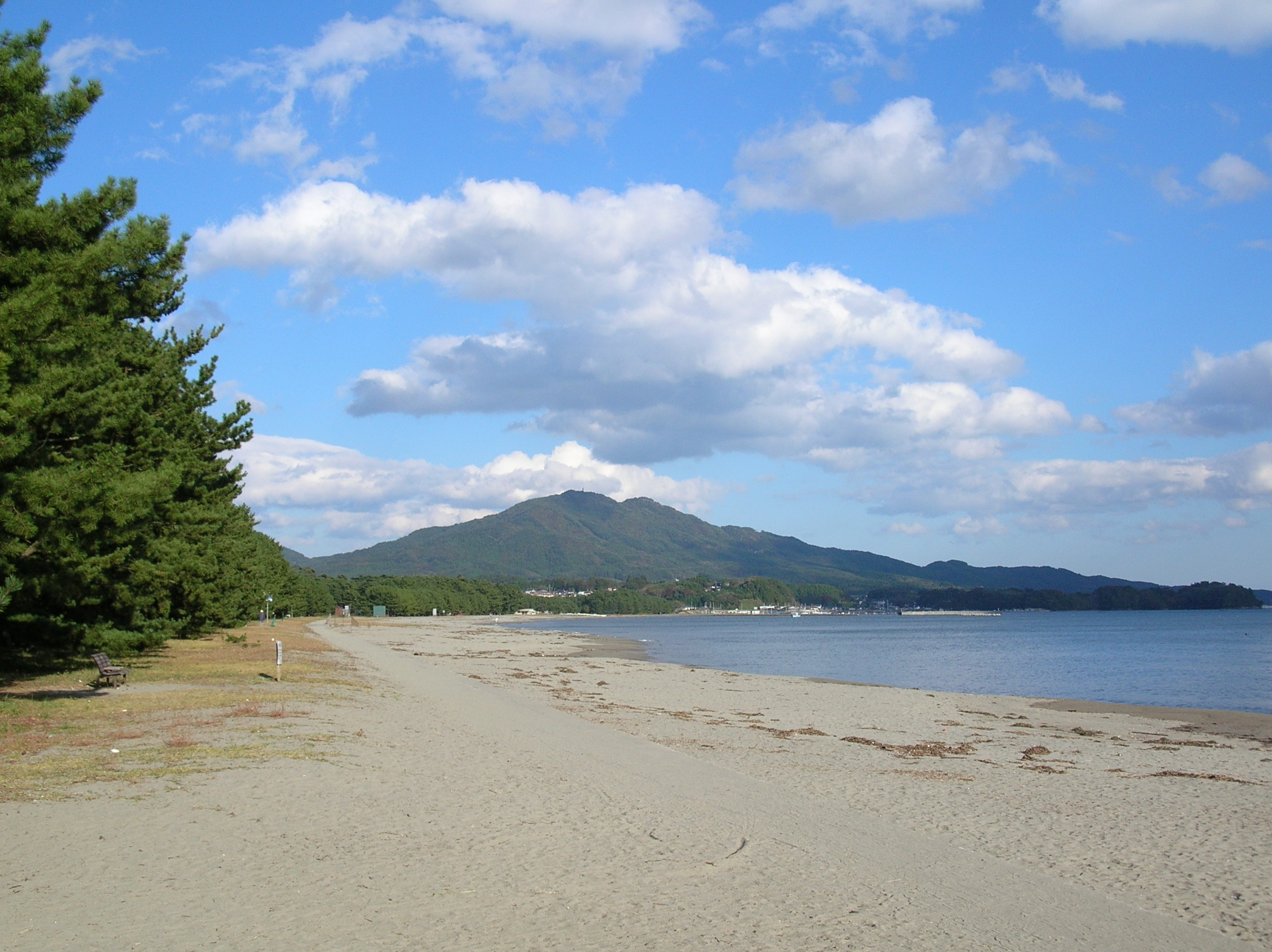
震災前の高田松原（2008年10月）